# Thirty Minutes Over Tokyo
「Thirty Minutes Over Tokyo」（サーティー・ミニッツ・オーヴァー・トウキョウ）は、アメリカのアニメシリーズ『ザ・シンプソンズ』の第10シーズン第23エピソード。FOXテレビで1999年5月16日に放映された。節約セミナーに参加したシンプソン一家が日本旅行をするという話である。
エピソードは、ドニック・カーリーとダン・グリーニーによって書かれ、ジム・リードンが監督を務めた。題名は、太平洋戦争のドーリットル空襲（東京初空襲）を題材とした1944年公開の映画「Thirty Seconds Over Tokyo（邦題：東京上空三十秒）」に言及している。エピソードでは、『Happy Smile Super Challenge Family Wish Show』の司会者役のジョージ・タケイを含むいくつかのスター俳優が登場した。このエピソードでは、日本のバラエティ番組の残酷さを含む日本人の側面を嘲笑する。
このエピソードは、最初の放送で約800万人に視聴された。2005年には、ホームビデオで最初に発売され、2007年には第10シーズンのDVDボックスセットの一部として発売された。「Thirty Minutes Over Tokyo」は、批評家から賛否両論の評価を受けている。天皇を投げ飛ばす場面のあることから、このエピソードは日本では放送されたことがない。

## あらすじ
長女リサの提案により、一家はインターネットカフェを訪れ、亭主ホーマーがオンラインで預金残高を見ていたところ、「サイバー強盗」に遭い金をディスクメディアの中に「強奪」される。家族旅行資金がなくなり妻のマージは意気消沈し、ホーマーは隣のフランダース家に泥棒に入って金を得ようとしたりする。ネッドは事情を聞き節約セミナーのことを教えると、ホーマーはフランダース家の分のセミナーチケットを勝手に持っていってしまい、講演者が “Mega Ticket”を教えてくれたので、シンプソン家はフランダース家が確保した日本行きの予約枠を強引に横取りして日本へと飛び立つ。
日本のホテルではホーマーが障子を開けずに突き破ったり、シャワートイレが水芸のように芸術的な放水をしホーマーを驚かせる。リサがホテルの窓から見た光景には皇居と明治神宮に並び、リボンをつけた猫の絵が描かれた工場が見え、猫の悲鳴の後に排煙を放出する。一方、バートが見ていたテレビアニメ「戦闘ロボットシージャー」で放映されているアニメに点滅シーンがあり、これを見た一家の4人が痙攣を起こす。その他にも正確ではない部分があるものの日本での事象が描かれている。
ただでさえ物価が高い上にホーマーが高価な四角いスイカを購入したりして散財する。一方、その横ではウディ・アレンが富士川クラッカーのコマーシャル撮影をしていた。
その後ホーマーと息子バートは相撲観戦に行く。力士が塩を撒いている時に、ホーマーは力士から煎餅に塩を振ってもらおうとするが力士は「タビー!? あの名前は心が傷つくよ。わしが太っているのは生まれつきなんだ」「食べるの?」と（日本語で）言ってホーマーにかかってくるが、ホーマーとバートが返り討ちにしてしまう。さらに天皇が登場し、ホーマーの勝利を英語で祝福するが、「自分は天皇（エンペラー）」と名乗ったためホーマーは「自分はチャンピオンだ」と言い天皇も投げ飛ばしてしまったため、日本人たちからは罵声と物が投げつけられ、ホーマーとバートは逮捕される。
マージが拘置所に2人を引き取りに行くと、2人は鉄格子の向こうで浴衣を着て日本文化の学習にいそしんでいる。檻は扉以外は障子で、釈放が許可されるとホーマーは例によってぶち抜いて通過する。出獄した2人が「悟りの秘密を教えるの?」「ダメよ、あれは外国人だろ」と（声優が直接）日本語で会話するシーンも存在する。保釈金を支払ったため最後の所持金となった100万円紙幣でホーマーが鶴を折ったところ、飛んでいってしまい、ホーマーは「しまった、ばかめ」と（声優が直接）叫ぶ。
途方にくれた一家はアメリカ合衆国大使館に行き援助を請うが、駐日アメリカ合衆国大使は仕事で金を稼げと応えて、銃剣を持った警備隊に追い出させる。一家は大坂シーフード商会で腸抜きの仕事をするが、高価な賞品に家族でチャレンジするテレビ番組の企画を見つけたので応募する。
一家は通常タレントが罰ゲームでやるような課題に苦しめられ、司会者や観客はそれを見て大笑いする。最後に溶岩の煮えたぎる火口上に置かれた、賞品の航空券を取るゲームをやらされ、司会の罠にはまり火口に転落する。しかし実は溶岩と思われた液体はオレンジソーダ（わさび入り）だというドッキリだった。賞品を得たものの企画の悪趣味に憤慨したホーマーは説教し、司会者も観客もシュンとするが、ホーマーたちが退場して次の企画が始まると司会者も観客もケロっと以前のとおりのノリに戻って収録は続いた（ホーマーも大笑いしていた）。
最後に一家が飛行機で日本を飛び立つと、ゴジラなどの怪獣の争いに巻き込まれてしまうが、乗客は慣れており混乱も起きなかった。

## オリジナルキャラクター
通常のキャラクターはザ・シンプソンズの登場人物を参照
ジョー・サラリーマン
ウディ・アレン
魚
大坂シーフード商会でバートが魚の腸抜きをしている際に、助けを求めながらそのまま腸抜きにされた。
イカ
大坂シーフード商会のマスコットキャラクター。シンプソン一家が社歌の時間に見ていたテレビのCMに登場。歌いながら自分の腹を切って内臓を出して死ぬという実際の日本だと放送禁止の過激な内容である。
力士
天皇
土俵にてホーマーの勝利を英語で祝福しながらも、使用済みまわし入れへとホーマーに投げ飛ばされた。
ウィンク
ドッキリ番組「ハッピースマイル・スーパーチャレンジ・ファミリーウィッシュショー」のズル司会。
カップル
上記ドッキリ番組にてホーマー達の後に来場した、カナダ出身でサソリが大の苦手なカップル。

## 声優
- ダン・カステラネタ
- ジュリー・カブナー
- ナンシー・カートライト
- イヤードリー・スミス
- ハンク・アザリア
- ハリー・シェアラー

スペシャルゲスト扱い
- ジョージ・タケイ

その他の声の出演
- デニス・クマガイ
- トレス・マクニール
- カレン・マルヤマ
- マギー・ロズウェル
- ゲディ・ワタナベ
- カール・ウィーダーゴット
- キーオン・ヤング

## 評価
ニールセン・メディア・リサーチによると、「Thirty Minutes Over Tokyo」は、1999年5月16日のアメリカの最初の放送では、8.0の評価を受け、約800万人の視聴者に視聴された。2005年5月23日に、シーズン12のエピソード「シンプソン一家のアフリカ物語」、シーズン13のエピソード「リオは愛の街、金の街」、シーズン15のエピソード「シンプソンズイギリスへ行く」とともに、「The Simpsons – Around The World In 80 D'Oh's」と題されたDVDセットに収録され、発売された。2007年8月7日、第10シーズンのDVDボックスセット「The Simpsons – The Complete Tenth Season 」の一部として発売された。DVDの音声解説には、マット・グレイニング、マイク・スカリー、ドニック・カーリー、ジョージ・メイヤー、ロン・ハウゲ、マット・セルマン、ジム・リードンが参加した。
「シンプソンズ」の非公式ガイド『I Can't Believe It's a Bigger and Better Updated Unofficial Simpsons Guide』の著者ウォーレン・マーティンとアドリアン・ウォードは、このエピソードを肯定的に評価し、「シーズンの壮大な終わり」であると書いている。彼らは、このエピソードは「完全に人種差別的」であるが、「非常に面白く、完全に攻撃的ではない」と述べている。Digital Entertainment News のマイク・マックネイルは、今シーズンで最も良いエピソードの1つであると好意的に評価した。DVD Townのジェームズ・プラットは、このエピソードには「面白い瞬間がいくつかある」と評価している。DVD Movie Guide のコリン・ジェイコブソンは、「平凡」と評価した。彼は、エピソードのコンセプトは「たくさんの面白い可能性を開く」べきだが、「それらを特にうまく探求するこはしない」と書いている。さらに彼は悪いエピソードとは考えていないが、「その可能性に追いつくことに失敗した」と述べている。
このエピソードは、カリフォルニア大学バークレー校の社会学コースの教材になった。「文化的対象物の生産と受容の問題、この場合は風刺漫画ショーを検討する」ために用いられ、「主にアメリカ社会の側面について、そしてそれほどではないが他の社会についても聴衆に伝えること」がなんであるか理解するために使用された。

### 日本
「Thirty Minutes Over Tokyo」は、日本で放送されたことがない2つのエピソードのうちの1つである。平成の天皇を投げ飛ばす描写が、不敬と見なされたためである。また、サンリオがハローキティの工場の描写に異議を唱えたという噂もあった。この様な事情から、ウォルト・ディズニー・カンパニー傘下の定額制動画配信サービスであるDisney+でも日本国内においては配信されていない。
なお、シーズン13の第17エピソード「ホーマーの一期一会 "Gump Roast"」では本話の一部シーンが使われているが、このエピソードは日本でも放映され日本語吹き替え版が制作されている。
2011年のファンイベントで内容改変のうえ吹替版声優による朗読劇が披露された事がある。